# Itaguatins
Itaguatins là một đô thị thuộc bang Tocantins, Brasil. Đô thị này có diện tích 739,846 km², dân số năm 2007 là 6074 người, mật độ 8,21 người/km².